# Hvaldimir

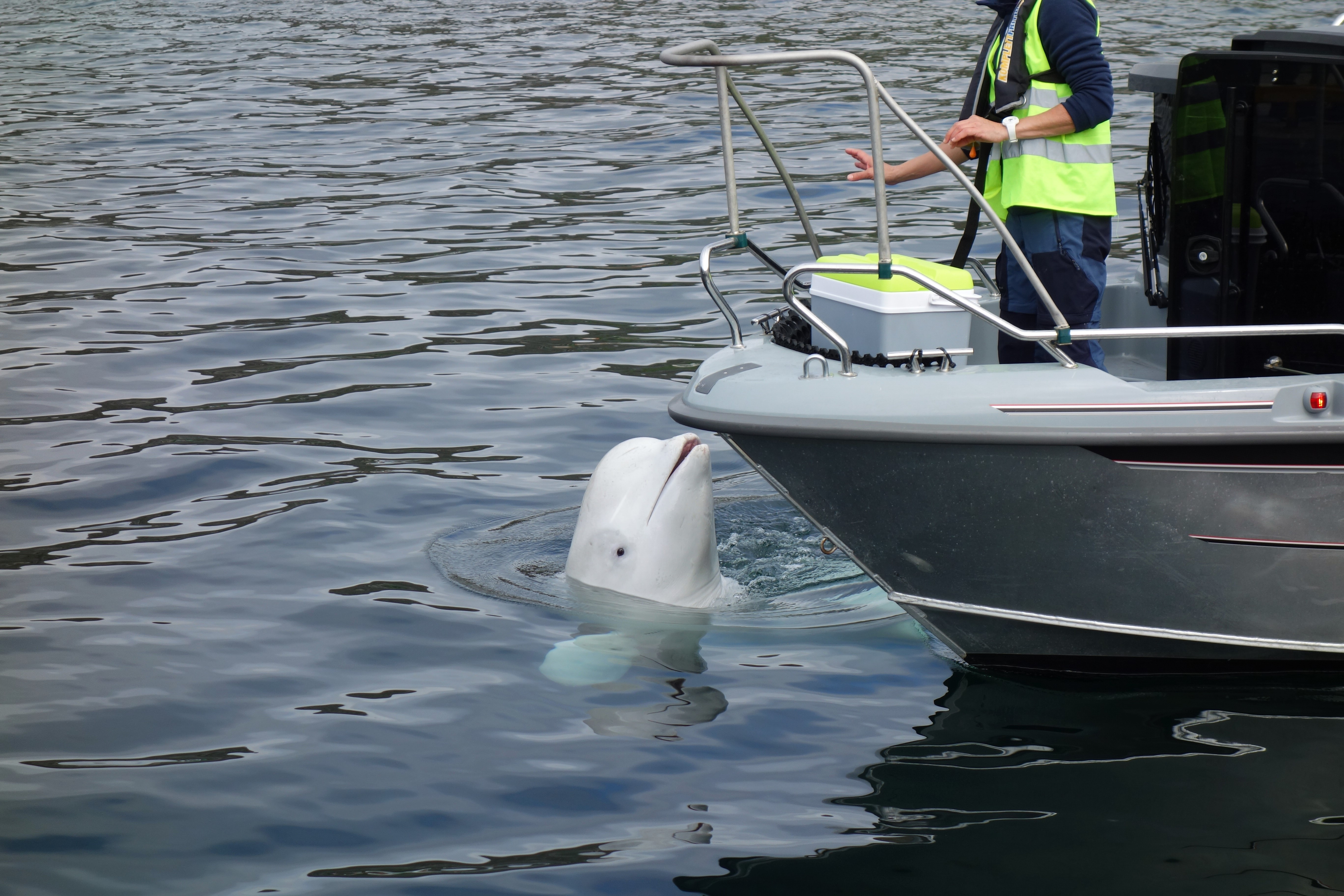
Hvaldimir i Hammerfest hamn.

Hvaldimir var en vitval som upptäcktes i april 2019 kring den norska kusten vid Ingøya i Finnmarks fylke som bekräftades död den 31 augusti 2024. De fiskare som fick syn på valen lyckades komma ganska nära djuret såg att det var utrustad med en sele. När man lyckades få bort selen visade det sig att vitvalen var ganska van vid människor och höll sig nära hamnområdet. Det började spekuleras att valen var en så kallad “spionval”, tränad av Ryssland, och djuret fick därför namnet “Hvaldimir” som är en blandning av det norska ordet för val (hval) och Vladimir Putin.

## Upptäckt
Valen upptäcktes den 26 april 2019 norr om Hammerfest av några fiskare. Det var mellan ön Ingøya och nära byn Tufjord på ön Rolvsøya som de fick syn på valhanen. Vitvalen hade en sele fäst vid sig. På selen stod det “Equipment St. Petersburg” och detta skulle senare komma att leda till spekulationer om Hvladimirs härkomst. En teori är att han tränades av den ryska flottan för att användas i spionage. Ryssland och USA använder dresserade valar i vissa militärprogram. Medan USA främst tränar flasknosdelfiner, tränar Ryssland vitvalar.
Djuret skyggade inte undan utan började gnida sig emot båtarna för att bli av med kameran. Fiskarna och djurräddningspersonal kämpade med att befria honom från selen. Det lyckades först när en av fiskarna, vid namn Joar Hesten tog på sig en immersionsdräkt och hoppade i vattnet där han lyckades öppna selen och kunde ta av den. 
Valen fortsatte att följa efter båtar och simmade till slut ända in till hamnen i Hammerfest. Han interagerade med människor genom att tigga mat och även leka apport med dem. Valen lydde även i och med att den kom när man ropade på den och den tyckte om att bli kliad kring blåshålet. Fiskeridirektoratet och polisen gick ut med rekommendationer om att inte mata valen och att lämna honom ifred för att eliminera stress för djuret.
Eftersom valen verkade vara tam och även ha svårt för att klara sig i det vilda, föreslog Fiskeridirektoratet att flytta Hvaldimir till en fristad för valar på Island, som redan hyste två vitvalar från Kina. Men förslaget blev inte av eftersom man övervakade Hvaldimir och såg att han gjorde framsteg i att själv skaffa föda. 
Ett annat förslag var att skicka honom tillbaka till en anläggning i Ryssland om han inte blev självständig. Inte heller detta förslag utfördes, trots att man såg att Hvaldimir redan efter några dygn i det fria blivit undernärd. Beslut fattades om att mata valen och Norwegian Orca Survey började göra det. Folk donerade pengar för att valen skulle kunna matas och det fanns förhoppningar om att Hvaldimir en dag skulle kunna klara sig själv.

## Interaktioner med människor
Myndigheterna som ansvarade för Hvaldimir uttryckte bekymmer över att valen skulle bli alltför beroende av människor eller kanske till och med aggressiv. Hvaldimir följde ofta efter båtar och sökte mänsklig kontakt. Han lät folk klappa honom och försökte uppmuntra människor i båtar att leka apport. Hvaldimir var även van vid att hämta tappade föremål åt folk. Den 4 maj 2019 hämtade han tillbaka en mobiltelefon, som 25-åriga Ina Maniska tappat i vattnet och lät henne klappa honom. I juni 2019 lyckades han få tag i en dykares kniv.

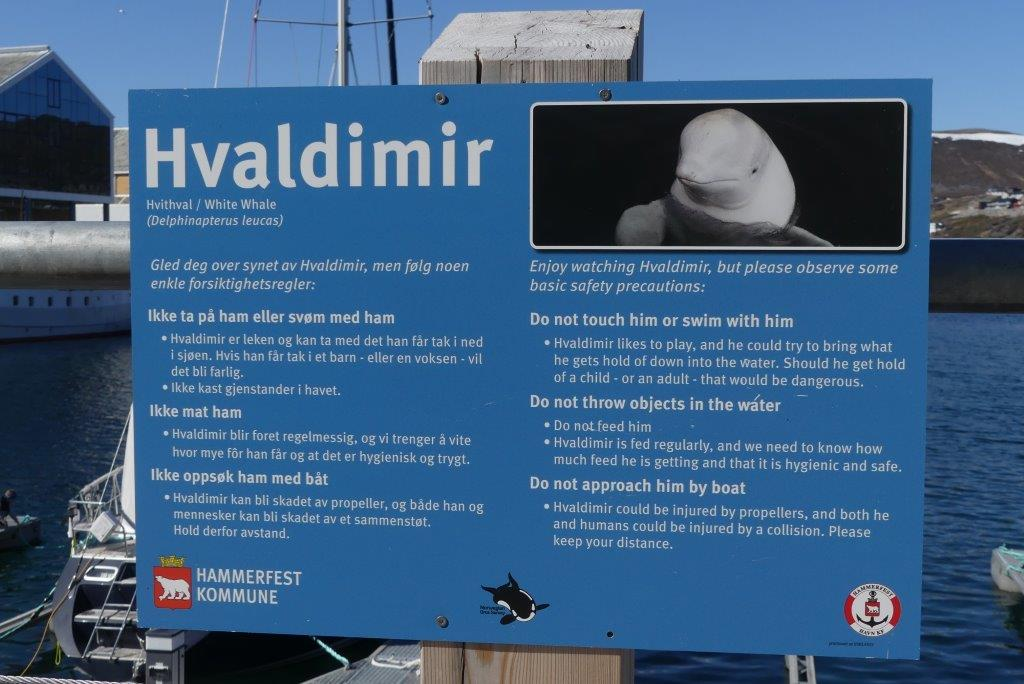
En skylt med varning om att inte närma sig Hvaldimir.

Några månader senare, i september samma år, tog han en Go-Pro kamera från en kajakpaddlare men gav sedan tillbaka den och han lekte även med en undervattenskamera som testades.

## Följder
I början var det svårt för Hvaldimir att klara sig på egen hand i naturen. Han hade problem med att skaffa föda, blev undernärd och sökte sig till människor i brist på sociala kontakter med artfränder. Då Hvaldimir ofta slår följe med båtar, har valen skadat sig ett flertal gånger. En fiskare råkade av misstag kroka valen, som fick mindre skador. Beslut fattades tidigt om att träna Hvaldimir att lägga sig bredvid båtar så att han kunde undersökas av veterinär. Träningen lyckades. 
I september 2019 dök Hvaldimir upp i hamnen i Alta, han verkade vara skadad av en propeller och folk observerades kasta plankor och andra föremål efter honom. En del stoppade till och med in fingrar och borstar i valens mun när han närmade sig båtar, trots att myndigheterna gett rekommendationer om att låta djuret vara ifred. Han dök upp senare i Loppa och verkade ha gått ner i vikt igen efter att inte ha matats regelbundet. 
Regina Cosby, en amerikansk naturfilmare, jobbar på en dokumentär om Hvaldimir och försökte i november 2019 att få ihop 87 000 svenska kronor för att flytta Hvaldimir till Svalbard. Den har besökt flera fiskodlingar och siktades i Namsos sommaren 2022.
I maj 2023 siktades valen i Hunnebostrand vid svenska västkusten.
Under nationaldagsfirandet den 6 juni 2023 i Göteborg simmade Hvaldimir i hamnbassängen och dröjde sig kvar tills dagen efter utanför Jubileumsparken.

## Ursprung
Det har gjorts åtskilliga försök att ta reda på mer om Hvaldimirs härkomst. En rysk marinbiolog berättade att kameran inte var av den modell som användes av ryska forskare. Den ryske militäre talespersonen Viktor Baranets argumenterade mot spionteorin. Han påstod att valen inte kunde användas för spionage, eftersom selen hade ett mobilnummer fäst vid sig, med uppmaning om att ringa upp numret om selen hittades. Däremot förnekade han inte att valen mycket väl skulle kunna rymt från ett militärt träningsprogram i den ryska basen i Olenjabukten nära Murmansk på Kolahalvön. 
En annan hypotes kring Hvaldimirs härkomst gick ut på att valen hade rymt eller släppts ut från en anläggning nära den norsk-ryska gränsen och i själva verket varit ett terapidjur för barn. Selens funktion skulle varit att bogsera båtar med barn i. Institutionen använder inte längre vitvalar som terapidjur.